# Philip Freiherr von dem Bussche
Philip Freiherr von dem Bussche (* 2. April 1950 auf Schloss Ippenburg, Bad Essen; † 8. April 2024 ebenda) war ein deutscher Landwirt und Unternehmer.

## Leben
Philip Sigismund Georg Andreas Freiherr von dem Bussche-Ippenburg genannt von Kessell entstammt dem gleichnamigen westfälischen Adelsgeschlecht und war ein Sohn von Albrecht Graf von dem Bussche (1921–2005) und dessen Ehefrau Ariane, geb. von Schlieffen (1926–2008). Sein Vater war Besitzer der Schlösser Ippenburg und Neuenhof.
Nach der Ableistung des Wehrdienstes und der Absolvierung einer landwirtschaftlichen Lehre erlangte Philip von dem Bussche 1975 einen Abschluss als Diplomkaufmann an der Universität Köln. Er bewirtschaftete ab 1976 den elterlichen land- und forstwirtschaftlichen Betrieb auf Schloss Ippenburg. Das elterliche Schloss Neuenhof wurde von seinem älteren Bruder Alhard Graf von dem Bussche-Kessell übernommen. Ab 1991 war er über eine GbR an einem Ackerbaubetrieb in Sachsen beteiligt.
Von 1997 bis 2006 war Philip von dem Bussche Präsident der Deutschen Landwirtschafts-Gesellschaft e.V. (DLG). Die strategische Weichenstellung zur Strukturierung und Weiterentwicklung der DLG mit der Neubildung des Fachzentrums Land- und Ernährungswirtschaft und der Testzentren für Technik und Betriebsmittel sowie für Lebensmittel tragen seine Handschrift, genauso wie die konsequente Internationalisierung der DLG. 2018 wurde er zum Ehrenpräsidenten der DLG ernannt.
Von 2000 bis 2005 war Philip von dem Bussche Mitglied im Aufsichtsrat des Saatgutherstellers KWS Saat SE & Co. KGaA. Danach gehörte er ab 2005 dem Vorstand des Unternehmens an und war von 2008 bis 2014 Vorstandssprecher. Von Dezember 2022 bis zu seinem Tod war er Aufsichtsratsvorsitzender der KWS SAAT SE & Co. KGaA sowie der KWS SE.
Zudem war er Mitglied in den Leitungs- und Kontrollgremien verschiedener anderer Unternehmen. So war er von 2015 bis 2021 Beiratsvorsitzender der Grimme-Gruppe, von 2015 bis 2023 Mitglied im Aufsichtsrat der K+S AG, Vorsitzender des Beirats und des Aufsichtsrats der Bernard Krone Holding, Beiratsmitglied der Fuchs Gruppe, Vorsitzender des Gesellschafterausschusses der Pfeifer & Langen GmbH & Co. KG sowie Beiratsmitglied der Oldenburgischen Landesbank AG.
Ehrenamtlich war Philip von dem Bussche von 1986 bis 1996 Mitglied des Ortsrats von Lockhausen (Bad Essen), von 2001 bis 2002 Mitglied des Rats für Nachhaltige Entwicklung sowie Mitglied der Ritterschaft der Landschaft des ehemaligen Fürstentums Osnabrück.
Philip von dem Bussche war evangelisch-lutherischer Konfession. Er war seit 1976 mit Viktoria von dem Bussche, geb. von Consbruch, verheiratet und hatte vier Kinder. Er verstarb am 8. April 2024 im Alter von 74 Jahren auf Schloss Ippenburg und wurde auf dem dortigen Familienfriedhof beigesetzt.

## Ehrungen
- 1991: Theodor-Brinkmann-Preis[9]
- 2006: Große Goldene Max-Eyth-Denkmünze.[10][11]